# Чека (приток Малой Караганки)
Чека — река в России, протекает по Челябинской области, Оренбургской области. Устье реки находится в 16 км по правому берегу реки Малая Караганка. Длина реки составляет 16 км.

## Данные водного реестра
По данным государственного водного реестра России, Чека относится к Уральскому бассейновому округу. Водохозяйственный участок реки — Урал от Магнитогорского гидроузла до Ириклинского гидроузла. Речной бассейн Чеки — Урал (российская часть бассейна).
Код объекта в государственном водном реестре — 12010000312112200002288.